# گو سونگ-یون
این یک نام کره‌ای است؛ نام خانوادگی گو است.
گو سونگ-یون (کره‌ای: 구성윤؛ زادهٔ ۲۷ ژوئن ۱۹۹۴) بازیکن فوتبال اهل کره جنوبی است.
از باشگاه‌هایی که در آن بازی کرده‌است می‌توان به باشگاه فوتبال هوکایدو کونسادول ساپورو و باشگاه فوتبال سرزو اوزاکا اشاره کرد.
وی همچنین در تیم‌های ملی فوتبال زیر ۲۳ سال کره جنوبی و کره جنوبی بازی کرده‌است.